# Hydrodynastes melanogigas
Hydrodynastes melanogigas là một loài rắn trong họ Rắn nước. Loài này được Franco, Fernandes & Bentim mô tả khoa học đầu tiên năm 2007.